# Куликівка (Євпаторійський район)
Куликі́вка (до 1948 року — Кучук-Актачи; крим. Küçük Aqtaçı) — село Євпаторійського району Автономної Республіки Крим.

## Історія
Поблизу села виявлено залишки античного поселення.